# Miss Pará 2014
Miss Pará 2014 foi a 57.ª edição do tradicional concurso que escolhe a melhor candidata paraense para representar seu estado e sua cultura no Miss Brasil. O evento coordenado pelos administradores Mauro Antônio Ferreira e Herculano Silva contou com um total próximo a quarenta aspirantes ao título máximo da beleza do estado. 
A noite da final não foi televisionada ao vivo para todo o país pois o evento teve problemas técnicos com a aparelhagem que iria transmitir a cerimônia. Anne Carolline Vieira, a Miss Pará 2013 e semifinalista no Miss Brasil do mesmo ano, coroou sua sucessora ao título no final do evento com a participação da atual Miss Brasil e quinta colocada no Miss Universo, Jakelyne Oliveira.

## Agenda
Durante alguns dias que antecedem a final, as aspirantes ao título participam de alguns passeios na cidade-sede: 
- Fevereiro
  - 14/02: Apresentação de 20 das 40 candidatas ao título estadual no Hotel Hilton, em Belém. Não houve transmissão.
  - 21/02: As candidatas participaram de uma sessão de autógrafos do cantor internacional Billy Paul em Belém.
  - 22/02: O Cantor Billy Paul recebeu na abertura do seu show no Amazônia Hall as candidatas ao Miss Pará 2014.

- Março
  - 28/03: Chegada das misses em Bragança e visita ao memorial de Dom Eliseu (no IST).
  - 29/03: Visita aos catadores de materiais recicláveis da Cooperativa Caeté.

- Abril
  - 02/04: Jantar no restaurante Cantina Italiana.
  - 05/04: As candidatas participaram do II Festival Internacional do Chocolate e Cacau da Amazônia e Flor Pará 2014.
  - 11/04: Chegada da comitiva "Miss Pará Itinerante" à Paragominas. Palestras e jantar beneficente de apresentação das candidatas.
  - 12/04: Visita ao bazar do Projeto Juquinha e ao Projeto Social "Escolinha de Futebol Nagibão Caliman" e coletiva de imprensa.
  - 13/04: Visita à fazendas, fotos e palestras. Último dia em Paragominas.
  - 26/04: Palestras e dinâmicas no auditório Aluisio Chaves do Centur, em Belém.
  - 30/04: Campanha Hemopa, as candidatas doaram sangue.

- Maio
  - 05/05: Visita ao Museu Paraense Emílio Goeldi.
  - 06/05: As aspirantes tem palestra sob postura, passarela e oratória com o coordenador Herculano Silva.
  - 16/05: As candidatas chegam a Tucuruí e cumprem agenda no município.
  - 17/05: Visita a Hidrelétrica de Tucurui e palestra de orientações de passarela e etiqueta com Marcos Zion.
  - 20/05: Festa de Gala das candidatas em Tucuruí. Último dia no município.
  - 24/05: Participação das candidatas ao título na festa Glamour Sertanejo, em Belém.
  - 30/05: Desfile de algumas candidatas a Coleção Outono-Inverno Rommanel.

- Junho
  - 06/06: Coquetel no restaurante Budapest, em Belém.
  - 11/06: Ensaio das candidatas para o photoshoot oficial do concurso com o fotógrafo Alexandre Modesto.
  - 15/06: As candidatas vão à festa de aniversário do Programa Bacana.
  - 18/06: Início de preparação técnica de oratória e passarela com o orientador Marcos Zion.
  - 19/06: Confinamento das aspirantes ao título no Parque dos Igarapés.
  - 20/06: Ensaios para a final, palestras sobre orientação durante o palco e fotos.
  - 21/06: Começo da maratona de ensaios com o coreógrafo Maurício Quintairos.
  - 23/06: Jantar das misses no tradicional restaurante "Caldo da Vovó" em Belém.
  - 26/06: Avaliação técnica das candidatas composta por Evandro Hazzy e Gabriela Fagliari.
  - 27/06: Cerimônia de coroação ao vivo do Amazonia Hall, em Belém.

## Miss Pará Itinerante
O Miss Pará Intinerante é um projeto que leva o conhecimento e o exercício de cidadania às candidatas ao título estadual em questão. As mais de trinta garotas visitam entre três e cinco dias, determinadas cidades do estado durante os meses que antecedem a data final do concurso. Tal projeto é novo no concurso, visto que não ocorriam visitas s municípios por parte das candidatas antes do dia da final. As viagens são feitas por ônibus e há uma agenda programada para que elas cumpram dentro do município. 

## Resultados
| Posição                 | Município e Candidata |
| Miss Pará               | - Colares - Larissa Oliveira |
| 2.º Lugar               | - Santarém - Thayane Birro |
| 3.º Lugar               | - Muaná - Jackeline Barbosa |
| 4.º Lugar               | - Oriximiná - Edinara Dantas Maia |
| 5.º Lugar               | - Mãe do Rio - Marciele de Oliveira |
| (TOP 10) Semifinalistas | - Ananindeua - Camila Correia - Belém - Kauane Nava - Castanhal - Disraellen Silva - Redenção - Ana Lara Miotto - Santa Izabel do Pará - Carolinne Ribas |
| (TOP 15) Semifinalistas | - Benevides - Vanessa Lima - Bragança - Milene Souza - Breves - Ellem Rafaela Vieira - São Caetano de Odivelas - Yasmin Lima - Vigia - Rafaela Alencar   |

### Premiações especiais
- A miss eleita pelos internautas tem o direito de estar entre as semifinalistas da competição.

| Posição       | Candidata                      |
| Miss Simpatia | - Aurora do Pará - Brenda Lima |

### Ordem dos anúncios
| 1. Castanhal 2. Colares 3. Mãe do Rio 4. Breves 5. Santa Izabel 6. Santarém 7. Ananindeua 8. Belém 9. Vigia 10. Bragança 11. Muaná 12. Benevides 13. São Caetano de Odivelas 14. Oriximina 15. Redenção | 1. Castanhal 2. Colares 3. Redenção 4. Mãe do Rio 5. Santa Izabel 6. Ananindeua 7. Belém 8. Muaná 9. Oriximina 10. Santarém | 1. Oriximina 2. Muaná 3. Santarém 4. Colares 5. Mãe do Rio |  |

## Candidatas
Todas as candidatas que disputaram o título estadual:   
| - Ananindeua - Camila Correia - Abaetetuba - Valéria Maciel - Augusto Corrêa - Edilamar Lisboa - Aurora do Pará - Brenda Lima - Baião - Adriane Ramos - Barcarena - Mayara de Moraes - Belém - Kauane Nava - Benevides - Vanessa Lima - Bragança - Milene Souza - Breves - Ellem Rafaela Vieira - Cametá - Camila Cunha - Castanhal - Disraellen Silva - Colares - Larissa Oliveira - Mãe do Rio - Marciele de Oliveira - Maracanã - Manuella Reis - Marituba - Camila Saraiva - Moju - Samara Lopes | - Muaná - Jackeline Barbosa - Nova Timboteua - Kléuvia Ferreira - Oriximiná - Edinara Dantas Maia - Outeiro - Taygla Rodrigues - Paragominas - Vitória Rauber - Parauapebas - Letícia Tomé - Redenção - Ana Lara Miotto - Santa Izabel do Pará - Carolinne Ribas - Santo Antônio do Tauá - Carolina Toffoli - Santarém - Thayane Birro - São Caetano de Odivelas - Yasmin Lima - São João da Ponta - Daniella Reis - Soure - Jéssica Abdon - Tailândia - Anielle Guimarães - Terra Alta - Adriane Gomes - Tucuruí - Ângela Sara - Vigia - Rafaela Alencar |

## Histórico

### Trocas
- Paragominas - Letícia Rossi venceu o concurso, porém desistiu de participar do estadual, dando lugar para sua primeira sucessora.

### Desistências
- Mosqueiro - Larissa Aimee. A organização se manifestou dizendo que são motivos pessoais da candidata.
- Castanhal - Ana Paula Almeida foi apontada como Miss Castanhal, porém, foi anunciada outra candidata.
- Benevides - Ana Nunes representante de Benevides desistiu do concurso e não se sabe o motivo de sua desistência.

## Crossovers
Miss Pará
- 2013: Santa Izabel do Pará - Carolinne Ribas (Semifinalista)
- 2013: Colares - Larissa Oliveira (Semifinalista) 
  - (Representando o município de Salinópolis)

Rainha do Clube do Remo
- 2011: Santa Izabel do Pará - Carolinne Ribas (Vencedora)
- 2014: Colares - Larissa Oliveira(Vencedora)

Rainha do Caixaparah
- 2013: Salinópolis - Laura Souza (Vencedora)